# Салам, Нью-Йорк
«Салам, Нью-Йорк» — кыргызская романтическая комедия режиссёра Руслана Акуна о молодом человеке, который прошёл путь от бедного посудомойщика до сотрудника крупной юридической фирмы. Фильм вышел в прокат в кинотеатрах 14 февраля 2013 года. Фильм стал самым кассовым фильмом за всю историю независимости Кыргызстана, сборы составили 700 тыс. долл.

## Сюжет
Действие фильма происходит в Нью-Йорке. Главный герой — молодой парень Батыр Аманов из Кыргызстана, прибывший из родного айыла в США, с мечтой получить диплом магистра в Колумбийском университете. Толком не знающий английского языка, он надеется на помощь живущего здесь же родственника, но того якобы по работе срочно вызывают в Европу. В итоге парень оказывается у разбитого корыта.

## В ролях
- Бектемир Мамаюсупов — Батыр
- Аида Тулебаева — Эрика
- Марина Бэйн — студентка Колумбийского университета из Казахстана
- Алекс Галпер — шахматный игрок
- Алекс Майзлин — владелец ресторана

## Съёмочная группа
- Авторы сценария: Руслан Акун, Гулжан Токтогулова
- Режиссёр: Руслан Акун
- Продюсер: Нурбек Айбашов
- Оператор-постановщик: Талант Ургазиев